# Яшма

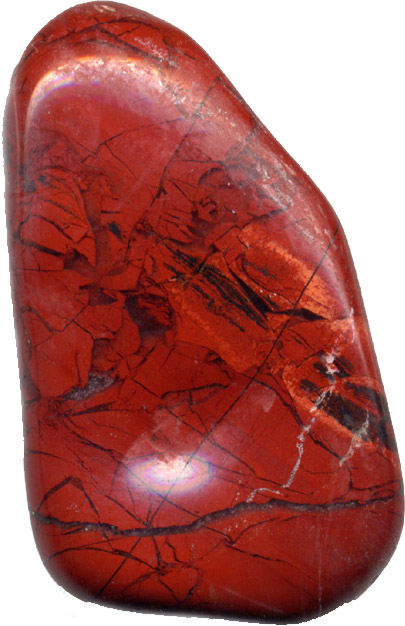
Окатана яшма

Яшма — осадова та осадово-метаморфічна, рідше вулканогенна, криптокристалічна гірська порода. Синоніми — гербекіт, кінрадит, прамніон.

## Історія
Людина познайомилася з яшмою ще за палеоліту і поруч із кременем і нефритом використовувала її для виготовлення інструментів і знарядь праці.
Слово «яшма» походить від латинського iaspis від грецького ἴασπις, íaspis, що означає «крапчастий камінь». Цей термін, у свою чергу, походить зі східної мови, можливо, з давньоєгипетської чи перської (яшп). На івриті це Ясфех. Яшма — єдине ім'я дорогоцінного каменю в Пісні про Нібелунгів: там трав'янисто-зелена яшма прикрашає меч Зігфріда Бальмунг (строфа 1783).
В українській науковій літературі вперше згадується в лекції «Про камені та геми» Ф.Прокоповича (Києво-Могилянська академія, 1705—1709 рр.).

## Опис
Червоного, сірого, зеленого, білого й чорного кольору. Як правило, складена зцементованими зернами кварцу й халцедону. Часто під яшмою розуміють напівкоштовний тригонально-трапецієедричний різновид халцедону з великою кількістю домішок у вигляді тонкого розсіяного барвника. Оксиди і гідроксиди заліза та інші мінеральні домішки забарвлюють яшму переважно в червоний, жовтий і зелений кольори. Забарвлення однорідне, стрічкове, плямисте та ін. Форми виділення: конкреції, маса, що наповнює тріщини.
Хімічний склад яшм приблизно такий: SiO2 80—95 %; Al2O3 та Fe2O3 до 15 %; CaO 3—6 %.
Значну частину якої складають домішки: (епідот, актиноліт, хлорит, слюда, пірит, оксиди та гідроксиди заліза та марганцю), через що колір яшм може бути досить строкатим.
Густина 2,58-2,91. Твердість 5,5-7,0. Спайність відсутня. Прихованокристалічна, щільна, непросвічуюча. Злом занозистий.

## Розповсюдження
Розповсюджена від докембрію до кайнозою, найбільш часто — в палеозої. Супроводжує офіолітові комплекси. За походженням виділяють радіолярієві і безрадіолярієві різновиди. Радіолярієві яшми містять велику кількість реліктів розкристалізованих раковин радіолярій. Безрадіолярієві яшми можуть були вулканогенного, хімічного і біохімічного походження.
В Україні є в Закарпатті, Криму, Рівненській, Дніпропетровській, Житомирській областях. Знахідки за кордоном: Кандерн, Зельбах (Баден-Вюртемберг)), Саксонія (ФРН), Дофіне (Франція), плоскогір'я Декан (Індія), Урал, Алтай (РФ), Середня Азія, Кавказ.

## Застосування
Яшми здавна широко використовуються у ювелірній справі як напівкоштовне (виробне) каміння. У давнину з яшм робили печатки та амулети, які нібито оберігали від розладів зору та посухи. В наш час це популярний матеріал для художніх каменерізних виробів, кабошонів, кам'яної мозаїки.
Деякі вироби з яшми, що особливо мають історію, можуть оцінюватися виключно дорого. Так, на одному з аукціонів XIX століття скриньку із зеленої з червоними прожилками яшми роботи Бенвенуто Челліні було продано бароном Ротшильдом за 400 тисяч золотих рублів.

## Галерея

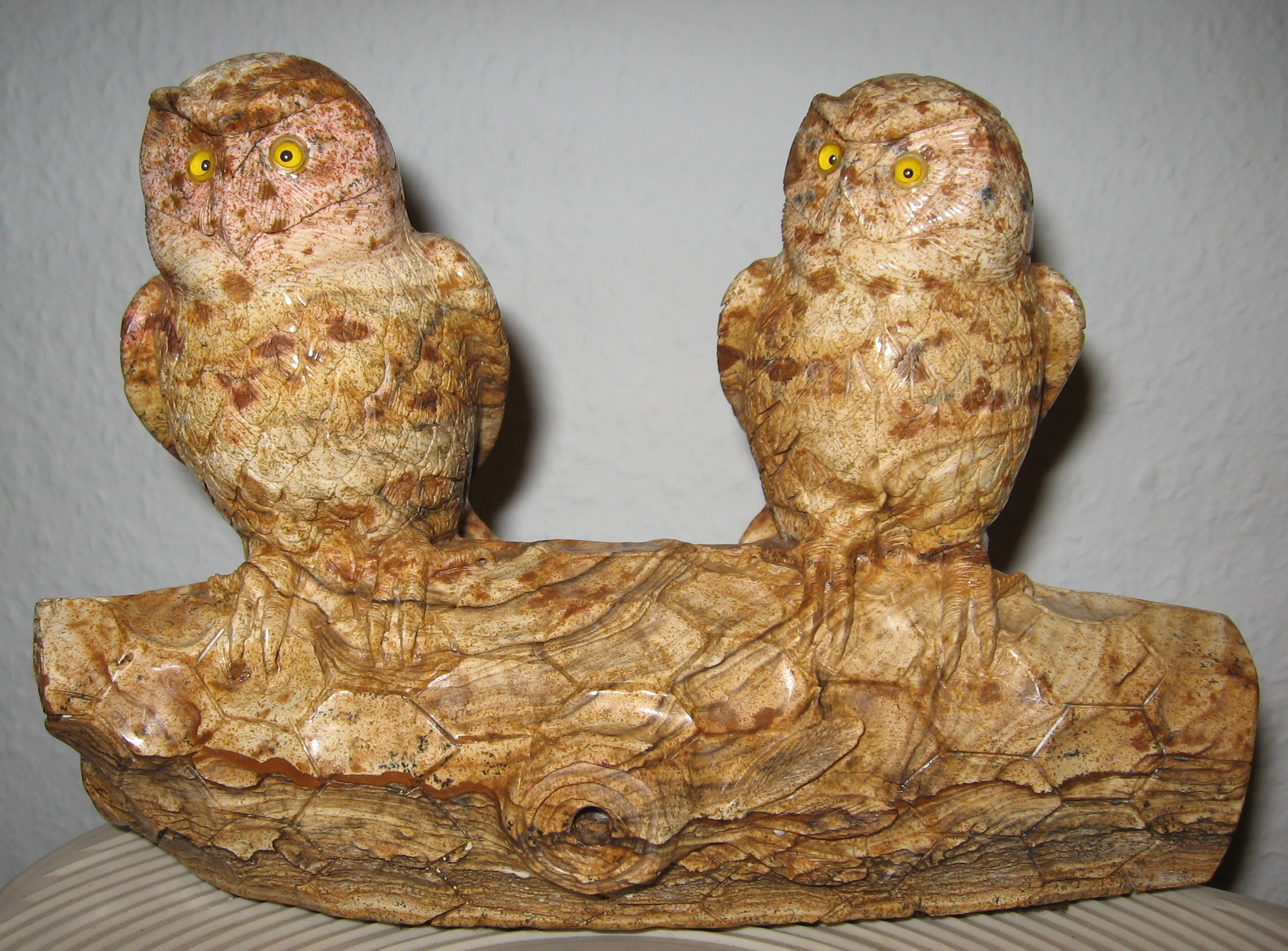
Сови з Яшми
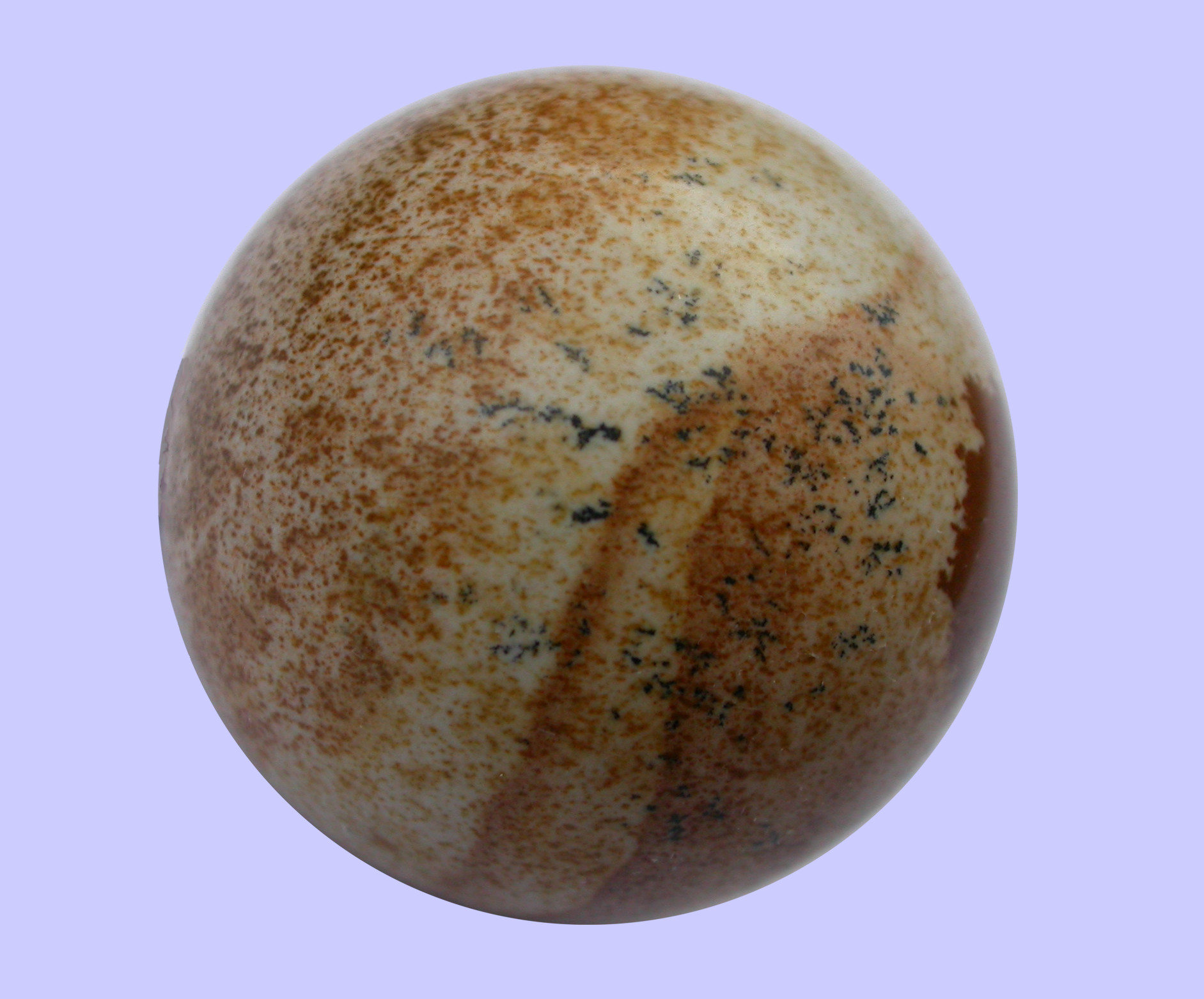
у формі кулі
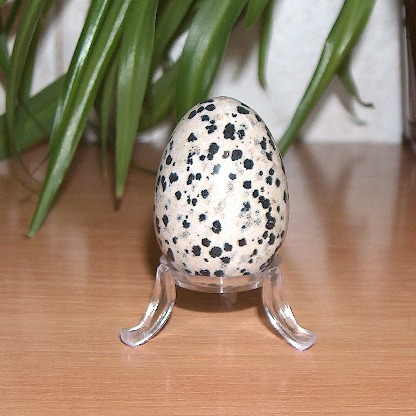
далматинська у формі яйця

## Різновиди
Розрізняють:
- яшма агатова (агат, який схожий з яшмою),
- яшма австралійська (яшма з червоною та сірою вкрапленістю),
- яшма базальтова (зайва назва глини, яка утворюється на контакті з базальтом),
- яшма єгипетська (торговельна назва коричневої яшми кульової з місцевості поблизу р. Ніл, Єгипет),
- яшма зеброва (яшма зі світло- та темно-коричневими смугами, що чергуються і включеннями раковин гастропод),
- яшма зелена (1. Нефрит (мінерал); 2. Жадеїт),
- яшма калканська (різновид яшми сірого кольору),
- яшма кривава (1. Різновид яшми червоного кольору; 2. Торговельна назва геліотропу з червоними плямами),
- яшма кульова (морфологічний різновид яшми у формі кулястих валунів),
- яшма ландшафтна (торговельна назва яшми, малюнок текстури якої завдяки неоднорідностям та включенням нагадує зображення ландшафту),
- яшма льодиста (яшма з узором, який нагадує сніжинки та льодові квіти; знайдена у Трансваалі, ПАР);
- яшма манґанова (забруднений родоніт),
- яшма мохова (агат моховий з включеннями рогової обманки),
- яшма німецька (торговельна назва геліотропу з родовищ Німеччини),
- яшма опалова, яшмо-опал (жовтий опал, забарвлений оксидами заліза),
- Орбікулярна яшма
- яшма порцелянова (порцеланіт — обпалена при кам'яновугільних пожежах глина та природна перетерта глина або глинистий пісковик),
- яшма слонова (різновид яшми з буро-чорними плямами),
- яшма смугаста або стрічкова (різновид яшми з шарами різного речовинного складу, структури та кольору),
- яшма строката (яшма з м'яким, дещо розмитим, іноді хвилясто-перистим забарвленням; знайдена в Індії),
- яшма сургучна (різновид яшми темно-червоного кольору), яшма східна (торговельна назва геліотропу, привезеного зі Сходу),
- яшма тигрова (з коричневими та темно-коричневими смугами, що чергуються; утворюється в результаті окременіння туфів і лави, що перешаровуються),
- хризояшма (яшма голубувато-зеленого кольору), яшма червона (різновид яшми темно-червоного кольору).
- вабаніт (рос. вабанит, англ. vabanite, нім. Vabanit) — коричнювато-червона яшма з жовтими плямами, знайдена в Каліфорнії.